# Medalla por Servicio Distinguido de la Fuerza Aérea y Espacial
La Medalla por Servicio Distinguido de la Fuerza Aérea en (inglés: Air Force Distinguished Service Medal), es una condecoración de las Fuerza Aérea de los Estados Unidos, creada por Acta del Congreso de los Estados Unidos el 6 de julio de 1960. Se creó para reemplazar la política de otorgar la Medalla por Servicio Distinguido del Ejército al personal de la fuerza Aérea.
Es otorgada a oficiales y tropa de la Fuerza Aérea de Estados Unidos que se distinguen por el excepcional servicio meritorio al gobierno en un lugar de gran responsabilidad.
Hasta el 1955, el título oficial de la nueva condecoración era "Medalla por Servicio Distinguido (Fuerza Aérea)" , pero después de la guerra de Corea se renombra a su nombre actual. 
La interpretación de la frase gran responsabilidad significa que esta medalla se concede generalmente sólo a los oficiales que reúnan al menos el rango de Mayor General. Sin embargo, como es habitual para la mayoría de condecoraciones militares, los requisitos para la Medalla por Servicios Distinguidos se interpretan de manera más liberal cuando se otorga la jubilación. Como resultado, es la decoración típica de un retiro Brigadier General, y en los últimos años también se ha adjudicado al Chief Master Sergeant of the Air Force momento de la jubilación.
Es equivalente a la Medalla por Servicio Distinguido Defensa, Ejército, Armada, Guardacostas

## Diseño
Fue diseñada por Frank Alston, del Instituto de Heráldica. La medalla es un sol con de 13 rayos, con una piedra azul en el centro. Entre los rayos del sol hay una estrella de 5 puntas. La piedra azul representa el vacío de los cielos, las 13 estrellas representan las 13 colonias originales, así como la cadena de éxitos del hombre. El sol representa la gloria que acompaña todo éxito. Cuelga de un galón blanco, ribeteada de oro viejo. Al lado hay una franja azul marino, y otra franja de oro viejo en las puntas.